# Asvaghosa
Aśvaghoṣa (devanagari: अश्वघोष; født ca. 80, død ca. 150) var en indisk filosof og poet som blev født i Saketa i det nordlige Indien. Han var en af de tidlige sanskrit-dramatikere, og regnes som den største indiske digter forud for Kālidāsa. 
Aśvaghoṣa var den førende i en gruppe buddhistiske hofskribenter, som skrev eposer i konkurrence med den samtidige Ramayana. En stor del af den buddhistiske litteratur på dette tidspunkt var blevet skrevet i buddhistisk hybridsanskrit, men Aśvaghoṣa skrev i klassisk sanskrit.
Der findes en biografi om Asvaghosa, der blev oversat til kinesisk af Kumārajīva, og som er bevaret i dette sprog. Biografien skildrer han oprindeligt som en asketisk med store talegaver.